# Ciflutrin
Il ciflutrin è un piretroide avente attività insetticida con elevata efficacia anche a bassi dosaggi. È caratterizzato da una buona selettività e da un ampio spettro d'azione. Evidenzia una bassa tossicità nei confronti dell'uomo sebbene, come la maggior parte dei piretroidi, risulta altamente tossico per la fauna acquatica.
Il ciflutrin agisce sia per contatto che per ingestione ed è utilizzato in prodotti sia ad uso domestico che industriale nella concentrazione tra il 10 ed il 20%.
L'attività d'azione si esplica in maniera veloce e la sua azione abbattente è associata ad una notevole attività residuale. Risulta infatti efficace anche a basse temperature e la sua persistenza varia dalle 2 alle 4 settimane.
Il ciflutrin possiede un ampio spettro d'azione essendo attivo contro numerose specie di insetti masticatori e succhiatori; in particolare si rileva attivo contro lepidotteri quali Heliothis, Spodoptera, Earias insulana, Bucculatrix thurberiella, Carpocapsa pomonella e Plutella.
L'attività d'azione abbattente è svolta in maniera soddisfacente anche in alcune specie di coleotteri come Leptinotarsa decemlineata, Anthonomus grandis, Ceutorhynchus assimilis, Meligethes aeneus e Agrotis.
Tra gli insetti succhiatori, risulta molto efficace contro la Psylla piri, mentre si hanno risultati soddisfacenti nel controllo di afidi ed acari solo quando questi vengono colpiti direttamente dalla molecola. I trattamenti a pieno sui cereali consentono un eccellente controllo degli afidi vettori di virus. La selettività della sostanza attiva nei confronti delle colture risulta buona.

## Meccanismo d'azione
Il ciflutrin, come detto, agisce sia per contatto che per ingestione. Penetrato nell'organismo, esplica la sua azione in maniera molto veloce: agendo a livello del sistema nervoso in maniera rapida, provocando il blocco della conduzione nervosa.
Nell'uomo è metabolizzato per idrolisi enzimatica con la formazione di metaboliti carbossilati la cui emivita è di 5-7 ore.

## Effetti sull'uomo
Una eccessiva esposizione al ciflutrin può causare nausea, mal di testa, debolezza muscolare, salivazione e respiro breve. È irritante per la pelle, le mucose e per gli occhi.